# 창녕 관룡사 약사전
창녕 관룡사 약사전(昌寧 觀龍寺 藥師殿)은 대한민국 경상남도 창녕군, 관룡사 사찰에 있는 조선시대의 건축물이다. 1963년 1월 21일 대한민국의 보물 제146호로 지정되었다.

## 개요
관룡사는 신라시대 8대 사찰 중 하나로 절의 역사에 관한 뚜렷한 기록은 없다. 임진왜란 때 약사전만 남기고 다른 건물들은 모두 불에 타버렸다고 한다.
약사전은 조선 전기의 건물로 추정하며, 건물 안에는 중생의 병을 고쳐 준다는 약사여래를 모시고 있다. 규모는 앞면 1칸·옆면 1칸으로 매우 작은 불당이다. 지붕은 옆면에서 볼 때 사람 인(人)자 모양을 한 맞배지붕으로, 지붕 처마를 받치기 위해 장식하여 짜은 간결한 형태는 기둥 위에만 있는 주심포 양식이다. 이와 비슷한 구성을 가진 《영암 도갑사 해탈문》(국보 제50호), 《순천 송광사 국사전》(국보 제56호)과 좋은 비교가 된다. 옆면 지붕이 크기에 비해 길게 뻗어 나왔는데도 무게와 균형을 잘 이루고 있어 건물에 안정감을 주고 있다.
몇 안되는 조선 전기 건축 양식의 특징을 잘 보존하고 있는 건물로, 작은 규모에도 짜임새가 훌륭하여 건축사 연구에 중요한 자료로 평가받고 있다.

## 특징
관룡사는 '약사전 상량문'에 따르면 영화9년(353)으로 기록되어 그 연대가 확실하지 않지만 별지 연혁기록과 같이 조선시대 말까지 계속하여 수리가 된 절이다. 이 건물은 위 '약사전 상량문'에 따르면 "영화9년 계축2일로 되었고, 대명정덕 2년 정묘(1507)에 중창하고 만력 37년(1609)에 또 중창하였다"하여 전기 사적기에서는 이 건물만이 임진왜란의 피해를 입지 않고 남았었다고 했다. 그러므로 이 건물의 건축연대는 후술하는 가구의 특징 등을 종합하여 볼때 1507년인 조선초기의 것으로 짐작된다.
그 후 중수와 수리에 대한 기록은 다음과 같다.
- 재창 1507(중종 2년)
- 삼창 1609(광해군 1년)
- 단청 1713(숙종 39년)
- 수선 숙종연간
- 단청 1729(영조 5년)
- 사창 1821(순조 21년)

사찰의 남서편에 위치한 이 건물은 남측에서 보아 높이 마련된 자연석축 기단 위에 전면, 측면 공히 단칸으로 된 소규모의 주심포 맞배집으로 한눈으로 보아 측면의 박공이 주심에서 길게 나와 있음이 그 특징이다.
건축의 양식적인 측면에서 대체적으로 원형에 가까운 형태로 만든 초석위에 세운 기둥에는 고식의 배흘림을 갖고 있으며 건물의 전면은 궁창판 있는 정자살 사분합문을 하고 있고, 그 외의 벽체는 모두 심벽을 치고 있다.
내부 바닥은 변귀틀을 돌리고 동면 장귀틀을 하나 걸쳐 짠 우물마루이고 천장은 연등천장으로 가구가 잘 보이게 했으며 후면 중안에 좀 둔하게 느껴지는 좌대위에 석불좌상을 봉안하고 있다.
집의 가구는 전후 출목을 제외한 5량집이며 보는 한칸집으로 양측벽에서만 걸리는데 대량 위 양쪽 중간부에 판대공으로 된 동자주를 세우고 중종보를 걸치게 하였다.
이 중보는 그 양 끝이 주심도리 내측으로 우미량처럼 휘어져 내려서 대량위에 닿았고 이 중종보 위에 종보가 얺혔는데 중종보 양측 상부에 소로를 2개씩 놓고 화반형 용마루도리 받침 대공을 올려 놓았다. 또 각 동자주와 대공에서는 첨차를 직각으로 올려 놓을 수 있게 소로를 놓고 그 위에서 우미량과 직각되게 쌍s형 첨차를 놓고 이 위에 다시 소로를 놓아 장여 또는 중도리를 받치고 있다.
특히 도리는 굴도리(원통형)인데 양측의 중도리만 납도리(사각방주)를 하고 있다.
기둥 위에는 주두를 올려놓고 그 밑에 기둥을 꿰뚫고 나온 창방 뺄목이 마치 헛첨차와 같은 모양을 하여 출목을 받치며 제공을 받고 있다.
제1살미는 외단이 익공과 같이 뾰족하며 내부로는 첨차형 단을 이루어 대량을 받는다. 또 대량의 뺄목 끝은 주심에서부터 수장폭으로 줄어 익공부리와 같은 조각이 되어 있다.
주심도리에서도 같은 방법으로 뺄목을 두고있다. 또 측면 벽쪽에는 첨차와 장여 끝이 장식을 이루어 도리를 받치고 있다. 지붕 서까래는 장재를 써를 전후 장연을 한 번에 내리고 있고 그 끝에는 부연을 달고 있다.
이 건물은 공포의 짜임과 첨차의 쌍s형 단조각, 살미의 부리, 우미량 납도리와 중도리, 배흘림을 한 기둥 등 조선초기의 기법을 보여 준다.

## 사진

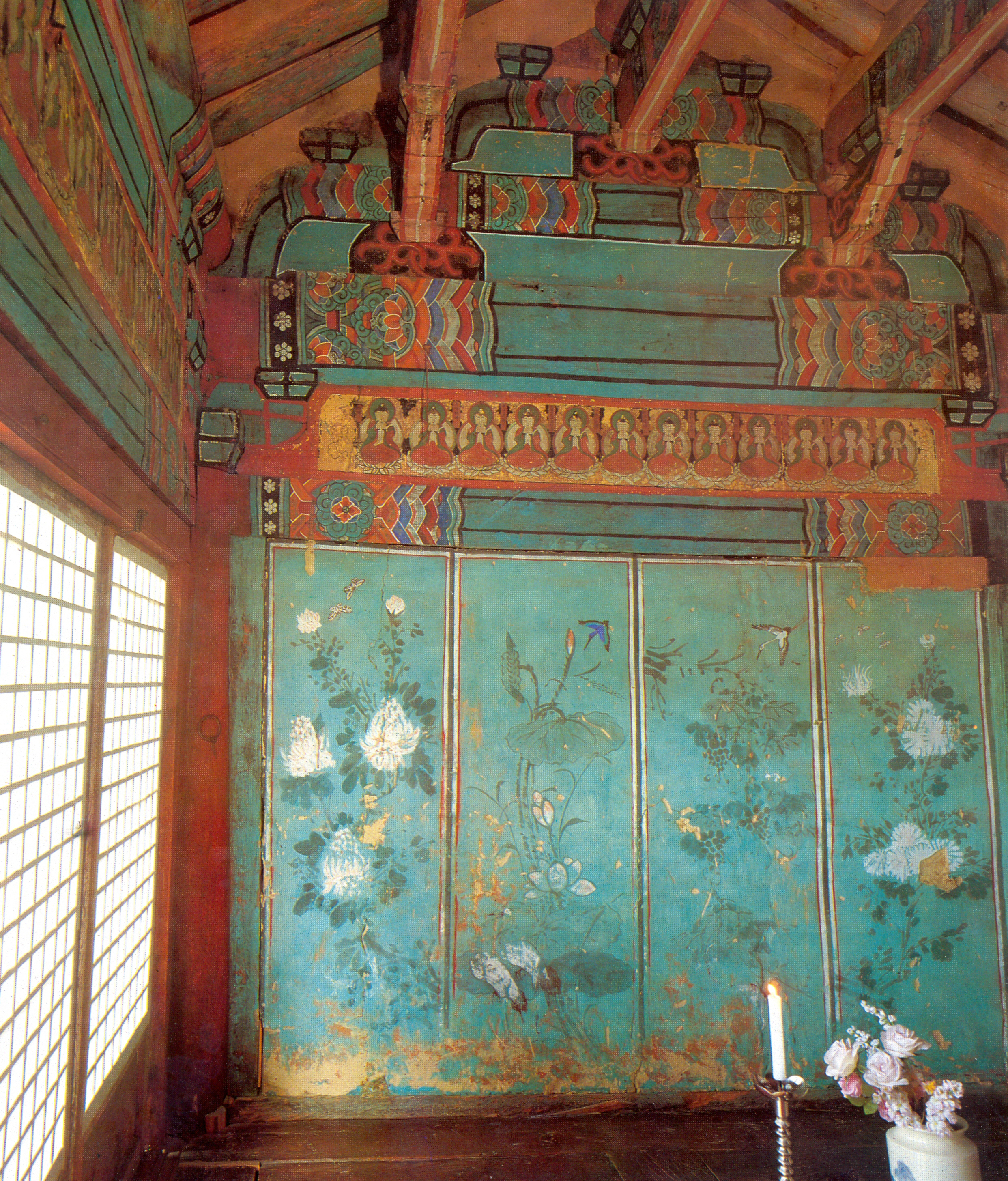
약사전 내부 벽화

## 같이 보기
- 관룡사
- 창녕 관룡사 약사전 삼층석탑 (경상남도 유형문화재 제11호)

## 참고 자료
- 창녕 관룡사 약사전 - 국가유산청 국가유산포털